# Kloster Trub

Wappen des Klosters, mittlerweile Wappen der Gemeinde Trub

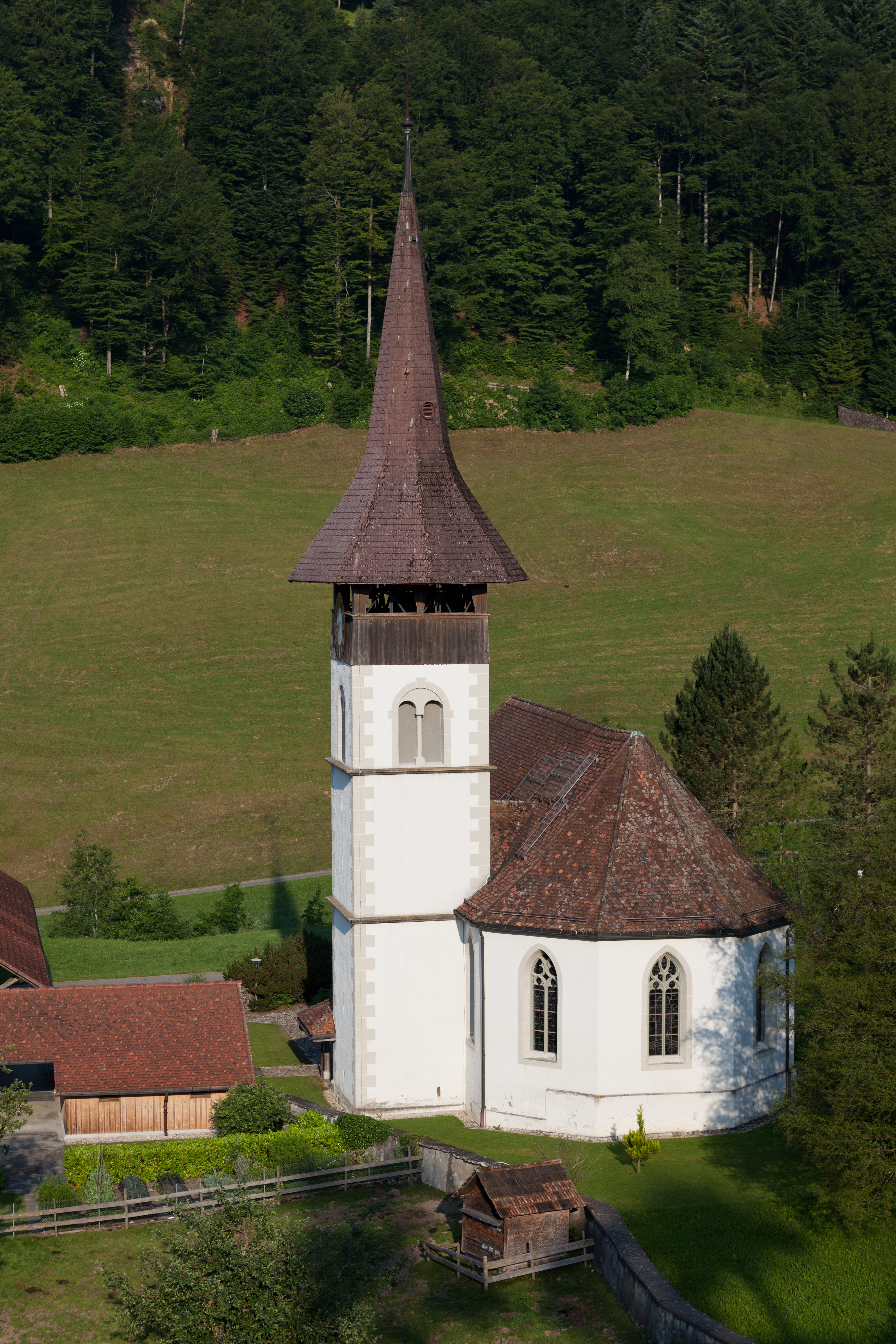
Ehemalige Klosterkirche, heute Dorfkirche

Das Kloster Trub war eine Niederlassung der Benediktiner in der heutigen Gemeinde Trub, Kanton Bern in der Schweiz. Es wurde etwa 1125 durch den Freiherrn Thüring von Lützelflüh auf dessen Land im Tal von Trub gegründet und sowohl dem hl. Antonius als auch dem hl. Johannes, dem Evangelisten geweiht. Mit Bezug auf das Antoniuskreuz wurde das Kloster auch  Kloster zum Heiligen Kreuz genannt. Thüring versah das Kloster mit einem reichen Grundbesitz und unterstellte es der Abtei St. Blasien im Schwarzwald, welche die ersten Mönche nach Trub schickte.
Mit einer Urkunde um 1128/1130 von König Lothar III., ausgestellt in Strassburg, wurde das Truber Kloster reichsfrei. Am 2. April 1139 stellte Papst Innozenz II. dem Kloster eine päpstliche Schirmbulle aus, die neben 28 Gütern im Emmental auch sieben im Oberaargau sowie zwei Rebberge in Cressier NE und je einen Bauernhof in Därligen am Thunersee, in Entlebuch LU und in Otelfingen erwähnt. Die Privilegien des Klosters wurden im gleichen Jahr auch von König Konrad III. bestätigt. 1286 unterstellte sich das Kloster dem Schutz von Bern. In den Jahren 1414 und 1501 hatte das Kloster jeweils unter Bränden zu leiden.
Infolge der Berner Reformation von 1528 wurde es 1532 als erstes aller Berner Klöster aufgehoben, und seine Güter wurden verstaatlicht. Nach der Aufhebung des Klosters verschwanden der Ost- und Westteil der Konventsgebäude, während der Südflügel zu einem bäuerlichen Wohnhaus umgebaut wurde, der seit 1999 teilweise als Kirchgemeindehaus genutzt wird. Die ehemalige Klosterkirche wurde zur reformierten Dorfkirche und erlebte von 1641 bis 1645 einen radikalen Umbau und eine Verkleinerung des Chorbereichs, wobei sie mit einem Taufstein, einer hölzernen Kanzel mit Intarsienarbeiten in Renaissanceformen, einem Abendmahlstisch sowie einigen Wappenscheiben versehen wurde.
Auf der äusseren Südwand der Kirche befindet sich eine 1926 vom Dorflehrer Karl Uetz gemalte Sonnenuhr, auf welcher (wohl aus ästhetischen Gründen) ein Franziskaner und ein Holzhauer dargestellt sind und die mit einem Sinnspruch versehen ist; dieser weist auf das benediktinische Ora et labora und die volksetymologische Herleitung des Dorfnamens Trub vom trüben Wetter hin: „Gebet und Arbeit insgemein bannt Nebel und bringt Sonnenschein“.
Das Wappen des Klosters, ein goldenes Antoniuskreuz auf blauem Grund, ist heute das Wappen der Gemeinde Trub. Eine Glocke (1501) aus dem ehemaligen Kloster Trub hängt heute (leihweise) in dem 1938 erbauten Kirchlein der Heimstätte Bärau.